# 476

## Eventi
- Maggio - Pamprepio è costretto ad abbandonare Atene per un contrasto col suo patrono Theagenes e raggiunge Costantinopoli, dove, grazie all'ufficiale isaurico Marso, conosce il generale Illo, il quale, colpito da un panegirico declamatogli da Pamprepio, lo fa divenire professore.
- Agosto - Zenone viene restaurato sul trono dell'Impero romano d'Oriente; il suo spodestatore Basilisco viene imprigionato, e morirà nell'inverno successivo con tutta la famiglia.
- 23 agosto - Il capo sciro Odoacre è eletto Re degli Eruli, Sciri e Turcilingi, i quali chiedono di ottenere delle terre in Italia, che Oreste, reggente dell'Impero Romano d'Occidente a nome del figlio Romolo Augusto, non concede.
- 28 agosto - Oreste è catturato vicino a Piacenza e ucciso per volere di Odoacre.
- 4 settembre - Italia, Europa: Fine dell'Impero Romano d'Occidente. Sull'orlo del collasso economico e sottoposto alle continue invasioni barbariche, l'Impero Romano d'Occidente crolla definitivamente. L'ultimo imperatore Romolo Augusto viene deposto da Odoacre, capo dei mercenari eruli, e confinato a Napoli. Con questo evento si pone convenzionalmente inizio al Medioevo.

## Nati
- Āryabhaṭa, matematico, astronomo e astrologo indiano († 550)
- Ellero di Galeata, monaco cristiano italiano († 558)

## Morti
- 28 agosto - Flavio Oreste, generale e politico romano
- 4 settembre - Paolo, generale romano
- Giuliano di Antiochia, vescovo greco antico
- Turibio di Astorga, vescovo e santo spagnolo (n. 402)

## Calendario
| Calendario 476 | Calendario 476 | Calendario 476 | Calendario 476 | Calendario 476 | Calendario 476 | Calendario 476 | Calendario 476 | Calendario 476 | Calendario 476 | Calendario 476 | Calendario 476 | Calendario 476 | Calendario 476 | Calendario 476 | Calendario 476 | Calendario 476 | Calendario 476 | Calendario 476 | Calendario 476 | Calendario 476 | Calendario 476 | Calendario 476 | Calendario 476 | Calendario 476 | Calendario 476 | Calendario 476 | Calendario 476 | Calendario 476 | Calendario 476 | Calendario 476 | Calendario 476 | Calendario 476 |
| -------------- | -------------- | -------------- | -------------- | -------------- | -------------- | -------------- | -------------- | -------------- | -------------- | -------------- | -------------- | -------------- | -------------- | -------------- | -------------- | -------------- | -------------- | -------------- | -------------- | -------------- | -------------- | -------------- | -------------- | -------------- | -------------- | -------------- | -------------- | -------------- | -------------- | -------------- | -------------- | -------------- |
|                | 1              | 2              | 3              | 4              | 5              | 6              | 7              | 8              | 9              | 10             | 11             | 12             | 13             | 14             | 15             | 16             | 17             | 18             | 19             | 20             | 21             | 22             | 23             | 24             | 25             | 26             | 27             | 28             | 29             | 30             | 31             |                |
| Gennaio        | Gi             | Ve             | Sa             | Do             | Lu             | Ma             | Me             | Gi             | Ve             | Sa             | Do             | Lu             | Ma             | Me             | Gi             | Ve             | Sa             | Do             | Lu             | Ma             | Me             | Gi             | Ve             | Sa             | Do             | Lu             | Ma             | Me             | Gi             | Ve             | Sa             |                |
| Febbraio       | Do             | Lu             | Ma             | Me             | Gi             | Ve             | Sa             | Do             | Lu             | Ma             | Me             | Gi             | Ve             | Sa             | Do             | Lu             | Ma             | Me             | Gi             | Ve             | Sa             | Do             | Lu             | Ma             | Me             | Gi             | Ve             | Sa             | Do             |                |                |                |
| Marzo          | Lu             | Ma             | Me             | Gi             | Ve             | Sa             | Do             | Lu             | Ma             | Me             | Gi             | Ve             | Sa             | Do             | Lu             | Ma             | Me             | Gi             | Ve             | Sa             | Do             | Lu             | Ma             | Me             | Gi             | Ve             | Sa             | Do             | Lu             | Ma             | Me             |                |
| Aprile         | Gi             | Ve             | Sa             | Do             | Lu             | Ma             | Me             | Gi             | Ve             | Sa             | Do             | Lu             | Ma             | Me             | Gi             | Ve             | Sa             | Do             | Lu             | Ma             | Me             | Gi             | Ve             | Sa             | Do             | Lu             | Ma             | Me             | Gi             | Ve             |                |                |
| Maggio         | Sa             | Do             | Lu             | Ma             | Me             | Gi             | Ve             | Sa             | Do             | Lu             | Ma             | Me             | Gi             | Ve             | Sa             | Do             | Lu             | Ma             | Me             | Gi             | Ve             | Sa             | Do             | Lu             | Ma             | Me             | Gi             | Ve             | Sa             | Do             | Lu             |                |
| Giugno         | Ma             | Me             | Gi             | Ve             | Sa             | Do             | Lu             | Ma             | Me             | Gi             | Ve             | Sa             | Do             | Lu             | Ma             | Me             | Gi             | Ve             | Sa             | Do             | Lu             | Ma             | Me             | Gi             | Ve             | Sa             | Do             | Lu             | Ma             | Me             |                |                |
| Luglio         | Gi             | Ve             | Sa             | Do             | Lu             | Ma             | Me             | Gi             | Ve             | Sa             | Do             | Lu             | Ma             | Me             | Gi             | Ve             | Sa             | Do             | Lu             | Ma             | Me             | Gi             | Ve             | Sa             | Do             | Lu             | Ma             | Me             | Gi             | Ve             | Sa             |                |
| Agosto         | Do             | Lu             | Ma             | Me             | Gi             | Ve             | Sa             | Do             | Lu             | Ma             | Me             | Gi             | Ve             | Sa             | Do             | Lu             | Ma             | Me             | Gi             | Ve             | Sa             | Do             | Lu             | Ma             | Me             | Gi             | Ve             | Sa             | Do             | Lu             | Ma             |                |
| Settembre      | Me             | Gi             | Ve             | Sa             | Do             | Lu             | Ma             | Me             | Gi             | Ve             | Sa             | Do             | Lu             | Ma             | Me             | Gi             | Ve             | Sa             | Do             | Lu             | Ma             | Me             | Gi             | Ve             | Sa             | Do             | Lu             | Ma             | Me             | Gi             |                |                |
| Ottobre        | Ve             | Sa             | Do             | Lu             | Ma             | Me             | Gi             | Ve             | Sa             | Do             | Lu             | Ma             | Me             | Gi             | Ve             | Sa             | Do             | Lu             | Ma             | Me             | Gi             | Ve             | Sa             | Do             | Lu             | Ma             | Me             | Gi             | Ve             | Sa             | Do             |                |
| Novembre       | Lu             | Ma             | Me             | Gi             | Ve             | Sa             | Do             | Lu             | Ma             | Me             | Gi             | Ve             | Sa             | Do             | Lu             | Ma             | Me             | Gi             | Ve             | Sa             | Do             | Lu             | Ma             | Me             | Gi             | Ve             | Sa             | Do             | Lu             | Ma             |                |                |
| Dicembre       | Me             | Gi             | Ve             | Sa             | Do             | Lu             | Ma             | Me             | Gi             | Ve             | Sa             | Do             | Lu             | Ma             | Me             | Gi             | Ve             | Sa             | Do             | Lu             | Ma             | Me             | Gi             | Ve             | Sa             | Do             | Lu             | Ma             | Me             | Gi             | Ve             |                |